# Приступачност вебу
Приступачност вебу (en. Web accessibility) се односи на инклузивне праксе уклањања баријера које спречавају интеракцију или приступ сајтовима од стране особа са инвалидитетом. Када су сајтови правилно дизајнирани и развијени, сви корисници имају једнако добар приступ информацијама и функционалностима.
На пример, када је сајт кодиран семантички смисленим HTML-ом, то помаже корисницима са оштећењем вида који користе текст-говорни софтвер и/или хардвер који претвара садржаје у текст писан Брајевом азбуком. Када су текст и слике веће лакше је за кориснике са слабом вида да читају и разумеју садржај. Када су везе подвучене (или истакнуте на неки други начин), на пример обојене, то осигурава да ће особа која не разликује боје моћи лакше да их приметите. Када су кликабилна подручја веза већа, то помаже корисницима који не контролишу миша са довољно великом прецизношћу. Када су странице кодирани тако да корисници могу да управљају само помоћу тастатуре, то помаже корисницима који не могу да користе миша и стандардне тастатуре. Када видео снимци имају опцију писаног превода или је доступна верзија на знаковном језику, корисници са оштећенјем слуха могу да разумеју видео. Када је могуће или опционо избећи бљештаве ефекте, корисници склони нападима изазваним овим ефектима нису доведена у опасност. А када је садржај написан једноставним језиком и илустрованим наставним дијаграмима и анимацијама, корисник са дислексијом и потешкоћама у учењу може боље да разуме садржај. Када су сајтови правилно израђени и одржавани, сви ови корисници могу без муке користити сајтове за кориснике без инвалидитета.
Потребе које ова тема има за циљ да покријесу:
- Визуелне: оштећењима вида укључујући слепило, разне врсте слабовидости и слабог вида, разне врсте немогућности разликовања боја;
- Моторне и потребе мобилности: нпр. тешкоће или немогућност коришћења руку, усореност мишића, губитак фине контроле мишића, итд; услови проузроковани Паркинсоновом болешћу, мишићном дистрофијом, церебралном парализом, можданим ударом;
- Аудитивне: онемогућан или јако ош слух, наглувост;
- Напади: Фото-епилептични напади изазвани визуелним ефектима.

- Когнитивне / Интелектуалне: сметње у развоју, учењу (дислексија, дискалкулија, итд), и когнитивним инвалидитетом различитог порекла, утиче на памћење, пажњу, развој "зрелости", решавање проблема и логичке вештине, итд.

## Помоћне технологије које се користе за веб претраживање
Појединци који живе са инвалидитетом користе помоћне технологије које им омогућавају лакше претраживање веба:
- Софтвер за читање екрана који могу да читају користећи синтетизовани говор, сваки одабрани елементи оно што се приказује на монитору (корисно за кориснике са потешкоћа у учењу или читању), или који могу да прочитају све што се дешава на рачунару (користи корисницима са потешкоћама са видом).

- Брајев терминал је састављен од Брајевог екрана, који приказује текст помоћу клинова Брајеве азбуке, и уобичајене или Брајеве тастатуре.

- Софтвер за увећавање екрана који повећава оно што је приказано на монитору рачунара, што олакшава читање корисницима са оштећеним видом.

- Програми за препознавање говора који може да прихвати говорне команде или да диктирани текст претвори у граматички коректан писани текст – користан је за оне који имају проблема са коришћењем миша или тастатуре.
- Прекривачи тастатуре, који би могли да куцање учине лакшим и прецизнијим за оне који имају потешкоћа моторног типа.

- Постојање садржаја у писаном или у видео облику на знаковном језику на интернету за све глуве или наглуве особе.

- eSSENTIAL Accessibility, бесплатна апликација која обједињује различите помоћне функције које побољшавају прегледање веба за особе са инвалидитетом.

## Упутство о дизајну прилагођених веб страница

### Опис садржаја прилагођене веб странице
1999. године, Иницијатива приступачнијег веба (Web Accessibility Initiatives, WAI), пројекат World Wide Web Consortium-а, објављује Опис садржаја прилагођене веб странице, WCAG 1.0, док се 2008. године, објављује WCAG 2.0 као Препорука. Он има за циљ да буде што више технолошки независан и редовно ажуриран. Поред тога што веб дизајнери моу да изаберу хоће ли пратити стандард или не, WCAG 2.0 је широко прихваћен као јединствена смерница како креирати прилагођен веб сајт. Владе константно усвајају стандард приступачности као стандард својих сајтова.

### Критике стандарда
Било је критика W3C процеса, тврдило се да недовољно ставља корисника у сам центар пажње пројекта. Било је и формалних наговештаја да ће се у верзији 2.0 више обратити пажње на потребе корисника са потешкоћама у учењу и когнитивно ограничених корисника, на челу са Лисом Симан и подршком преко 40 организација и утицајних појединаца. У чланцима попут „WCAG 2.0: The new W3C guidelines evaluated“, „To Hell with WCAG 2.0“ и „Testability Costs Too Much“, WAI је критикована због допуштања све већег и већег раскорака WCAG 1.0 са данашњим технологијама за креирање и конзумирање веб садржаја, због спорости развоја верзије 2.0, због отежане разумљивости и других пропуста.

### Други стандарди

#### Канада
2011. године, влада Канаде је почела постепену имплементацију новог сета веб стандарда који имају за циљ да обезбеде владини сајтови буду приступачни, употребљиви и оптимизован за мобилне уређаје. Ови стандарди ће заменити Common Look and Feel 2.0 (CLF 2.0) стандарде интернета.
Први од ова четири стандарда, стандард Standard on Web Accessibility је ступио на снагу 31. јула 2013. Следи Web Content Accessibility Guidelines (WCAG) 2.0 AA који садржи списак изузетака који се ажурира на годишњем нивоу. Прати га Assessment Methodology. Влада је такође развио Web Experience Toolkit(WET), сет вишекратних веб компоненти за изградњу иновативних сајтова. Он помаже владиним одељењима да изграде иновативне сајтова који су доступни и употребљиви и стога су у складу са стандардима владе. Овај стандард је open source, а самим тим доступан је свима.
Три додатна веб стандарди су: Стандард о Оптимизација презентације и апликација за мобилне уређаје (Standard on Optimizing Websites and Applications for Mobile Devices), Стандард везан за доступност веба (Standard on Web Usability) и стандард о веб интероперабилности (Standard on Web Interoperability).

#### Филипини
Као део WAI на Филипинима, влада преко одбора националног савета за заштиту особа са инвалидитетом (National Council for the Welfare of Disabled Persons, NCWDP) одобрава препоруку о формирању групу стручњака који ће помоћи у спровођењу Biwako Millennium Framework постављеном од стране UNESCAP.
Филипини су такође земља у којој је семинар на тему „Приступачност информација и комуникационих средстава особама са инвалидитетом“ у којем су учествовали делегати из 11 земаљ Азије и Пацифичког појаса. Манила Доступна информационих и комуникационих технологија Десигн Препоруке је израђен и усвојен 2003. године.

#### Шпанија
У Шпанији, UNE 139803 је норма која регулише интернет приступност. Овај стандард је заснован на WCAG 1.0.

#### Шведска
У Шведској, Верва, шведска агенција за развој администрације је одговорна за скуп смерница за сајтове шведских јавних сектора. Кроз смерницаме, веб приступачност је представљена као интегрални део укупног развојног процеса, а не као посебно питање. Ове смернице садрже критеријуме који покривају читав животни циклус веб сајта - од њеног зачећа до објављивања садржаја. Ови критеријуми односе се неколико области које треба узети у обзир, укључујући:
- приступачност
- употребљивост
- веб стандарди
- питања приватности
- архитектура информација
- Content Management Systems (CMS)
- развијање приказивања веб садржаја за различите уређаје

Енглески превод објављен је у априлу 2008. године: Swedish National Guidelines for Public Sector Websites. Превод је заснован на најновијој верзији стандара који је објављен 2006. године.

#### Велика Британија
У децембру 2010. године, BSI (British Standards Institute, Британски Институт за Стандарде) је објавио стандард „BS 8878: 2010 Web accessibility“. Овај стандард ефикасно замењује PAS 78 (изд. 2006). PAS 78, произведен од стране Комисије за права особа са хендикепом и BSI. Она описује шта се очекује од сајтова у складу са документом о инвалидској дискриминације у Британији (UK Disability Discrimination Act, DDA) из 1995. године (ДДА), чинећи сајтова доступним и употребљивим за особе са инвалидитетом. Стандард је дизајниран тако да уведе не-техничке стручњаке који би побољшали приступачности, употребљивости и корисничко искуство за инвалиде и старије особе. То ће бити посебно корисно за свакога новог у овој области јер даје смернице за процес које нису техничке природе и питања дизајна. BS8878 је у складу са Законом о равноправности (Equality Act) из 2010, а такође је наведен и у оквиру акционог плана британске владе везаног за е-приступачност (e-Accessibility Action Plan), као основни водич о развоју приступачне услуге на мрежи. Он има за циљ укључивање особа са инвалидитетом у процесу развоја и коришћење аутоматизованих алата.
BS8878 додатно помаже људима одговорним за промоцију и подршку једнакости и инклузибне иницијативе унутар организација, као и људи који су укључени у набавке и стварање веб производа и садржаја. Резиме BS8878 је на располагању да помогне организацијама да боље разумеју како овај стандард заиста може бити одпомоћи.

#### Јапан
WCAG у Јапану је основан 2004. године као JIS (Japanese Industrial Standards) X 8341-3, а WCAG 2.0 је усвојио 2010. године.

### Суштинске компоненте за приступ wеб-у
Приступачност веб-сајтовима се ослања на слагање следећих осам компоненти:
1. веб-сајт – природне информације (текст, слике и звук) и замаскирани код који дефинише његову структуру и презентацију
2. кориснички агенти, као што су wеб-прегледач и медиа-плејери
3. асистивна технологија, као што је читач-екрана и улазни уређаји коришћени уместо конвенционалног миша и тестатуре
4. знање самог корисника и његово искуство при коришћењу веба
5. програмери
6. ауторинг алати(софтвер који омогућава корисницима који се не баве програмирањем да праве своје веб-сајтове и апликације)
7. алати за процену
8. дефинисани стандари за приступ веб-у или полиса за сопствену организацију(преко које се и дефинише приступачност вебу)

Ове компоненте међусобно интерагују како би створиле окружење које је приступачно и људима са посебним потребама.
Беб-програмери обично користе ауторинг алате и алате за процену како би направили веб-садржај.

Корисници помоћу веб-прегледача, медиа-плејера, асистивних технологија или других корисничких агената приступају садржају.

## Смернице за другачије компоненте (eng.Authoring Tool Accessibility Guidelines ATAG)

### Смернице за приступачност ауторинг алатима
- ATAG[19] садрже 28 контролних тачака које омогућавају руковање са:
  - производњом приступачног учинка који поштује стандарде и смернице
  - промовише аутора садржаја ради информација које се тичу приступачности
  - пружа могућност провере и исправљања неприступачног садржаја
  - интегрише приступачност у уопштеном погледу и осећају
  - оспособљава ауторинг алат да буде приступачан људима са посебним потребама

### Смернице за приступачност wеб садржају(eng.Web Content Accessibility Guidelines WCAG)
- WCAG 1.0: 14 смерница које представљају главне принципе доступног дизајна
- WCAG 2.0: 4 принципа која формирају темељ за приступачност веб-у; 12 смерница које представљају циљ према коме аутори треба да стреме; као и 65 тестирано успешних критерија[20]. Технике за WCAG 2.0[21] је листа техника која подстиче ауторе да се упознају са смерницама и успешним критеријама. Технике се периодично ажурирају с обзиром на принципе, смернице и успешне критетије су стабилни и не мењају се[22].

## Смернице за приступачност корисничким агентима (eng.User Agent Accessibility Guidelines UAAG)
- UAAG[23] садржи обиман сет контролних тачака које покривају:
  - приступ целом садржају
  - контролу корисника на количину рендираности садржаја
  - контролу корисника на кориснички интерфејс
  - стандардни програмирани интерфејс

## Законодавство приступачности вебу
Због пораста интернет корисника и важности интернета у свакодневном животу, државе широм света се баве питањем дигиталног приступа проблемима кроз законодавство. Један од приступа је заштита приступа wеб-сајтовима за људе са посебним потребама користећи постојеће законодавство за људска права. Неке државе, као САД штите приступ за људе са посебним потребама кроз процес технолошке набавке. Заједничко је за неке нације да подрже, па чак и присвоје WЦАГ 2.0 реферишући на смернице из сопственог законодавства.

### Аустралиа
Године 2000. један слепи Аустралијанац је добио судски поступак против Сиднејског Организационог Комитета Олимпијских Игара. То је био први успесан случај од увођења Закона о дискриминацији људи са посебним потребама 1992, јер СОЦОГ није успео да направи свој званични сајт, Сиднејске Олимпијске Игре, адекватно доступним слепим особама. The Human Rights and Equal Opportunity Commission (HREOC) је такође објавио World Wide Web Access: Disability Discrimination Act Advisory Notes. Све Владе у Аустралији такодје имају полисе и смернице које захтевају доступне јавне сајтове; Висион Аустралиа одржава комплетну листу полиса о Аустралијској wеб доступности.

### Бразил
У Бразилу, федерална влада је објавила чланака о смерницама за доступност 18. јануара 2005, за преглед у јавности. 14. децембра исте године, објављена је друга верзија, која је укључивала предлоге који су дати за прву верзију чланка. 7. маја 2007, смернице за доступност чланка су постале обавезне за све дрзавне wебсајтове. Тренутна верзија чланка, која прати WЦАГ 2.0 смернице, је названа e-MAG, Modelo de Acessibilidade de Governo Eletrônico (Electronic Government Accessibility Model), и њу одржава Бразилско Министарство за Планирање, Буџет и Управљање.
Чланак се мозе погледати и скинути на званичном сајту.

### Европска унија
Фебруара 2014 усвојен је нацрт закона од стране Европског Парламента, који каже дас ви wебсајтови којима управљају јавни сектори морају бити доступни свима.

### Ирска
У Ирској, такозвани Disability Act 2005 захтева да тамо где јавно тело цомуницира електронски са једном или више особа, садржај комуникације мора бити, што практичније, доступно особама са визуелним потешкоћама којима је технологија доступна. The National Disability Authority has produced a Code of Practice је произвео Цоде оф Працтице дајући смернице јавним телима како да прате обавезе Акта. Ово је одобрен код у пракси, а његове одредбе имају снагу да легално обезбеде правне обавезе. Налаже то да јавно тело може да постигне сагласност са Секцијом 28(2) тако што “разматра постојеће праксе за електронску комуникацију у терминима приступачности помоћу релевантних смерница И стандард”, дајући пример “усклађености Дуплог А са приступачном веб иницијативом WCAG-а”.

### Израел
Министарство правде у Израелу је недавно објавило прописе који подразумевају да Интернет веб-сајтови буду у складу са Израелским стандардом 5568, који је заснован на смерницама WЦАГ 2.0. Главна разлика између Израелског стандард и W3C стандард тиче се захтева за постојање натписа И текстова за аудио и видео снимке. Израелски стандард је попустљивији, што се одражава на тренутне техничке потешкоће при пружању таквих натписа И текстова на Хебрејском језику.

### Италија
У Италији, приступачност веб-у је регулисана уз помоћ такозване Legge Stanca (Stanca Act), званичан Акт број 4 из 9. јануара 2004, званично објабљен у Gazzetta Ufficiale, 17. јануара 2004. Оригинални Станца Акт је базиран на WCAG 1.0. 20. марта 2013 стандарди су захтевали да Станца Акт буде унапређен у WCAG 2.0

### Норвешка
У Норвешкој, приступачност wеб-у је легална облигација под Актом број 42, 20. јун, 2008 који се односи на забрану дискриминације на основу инвалидитета, такође познат као Anti-discrimination Accessibility Act. Акт је ступио на снагу 2009 године и министарство владине администрације, реформе и црквених питања је објавило решења за универзалан дизајн информационе и комуникационе технологије 2013 године. Решења су захтевала сарадњу са WCAG 2.0 / NS / ISO / IEC 40500: 2012, ниво А И АА са неким изузецима.

### Уједињено Краљевство
У Уједнињеном Краљевству, Equality Act 2010 не реферише експлицитно на приступачност веб-сајтовима, али чини илегалним дискриминацију људи са посебним потребама. Акт се односи на све који пружају услугу: јавне, приватне и волонтерске секторе. Документ The Code of Practice: Rights of Access - Goods, Facilities, Services and Premises објављен од стране владине комисије за једнакост И људска права не односи се експлицитно на wеб-сајтове као једне од јавних сервиса, што би требало бити разматрано покривено Актом.

## Ревизије приступачности сајтова
Све већи број организација, компанија и консултаната нуде услугу ревизије приступачности сајта. Ове ревизије, врста тестирања система, индетификују проблеме при приступању сајту и пружају савете и упутства о корацима које треба предузети како би се ови проблеми исправили. Опсег метода које се користе за ревизију приступачности сајтова.
- Доступни су аутоматизовани алати који могу да индетификују неке од присутних проблема. У зависности од алата, резултати могу да буду веома различити, што умногоме отежава поређене резултата тестова.[38]
- Техничких експерти са образовањем у области технологија wеб дизајна и приступачности, могу да прегледају репрезентативне странице и пруже детаљне повратне

информације и савете засноване на основу онога што су видели.
- Тестирање корисника, обично надгледано од стране техничких експерата укључује одређивање задатака које ће обични корисници обавити на сајту и прегледање проблема са којима су се ови корисници сусрели током извршавања задатака.

Свака од ових метода има своје предности и мане:
- Аутоматизовани алати могу да обраде велики број страница у релативно кратком року, али могу да индетификују тек неколико могућих проблема приступачности на сајту.

- Технички експерти могу да индетификују велики број постојећих проблема, али процес захтева много времена, а и многи сајтови су исувише велики да би било могуће за једну особу да прегледа сваку страницу.

- Тестирање корисника комбинује елементе тестирања употребљивости и приступачности, па је корисно за индетификовање проблема који би у супротном били превиђени. Ова метода мора мудро да се користи како би се избегао ризик одлуке о дизајнз на основу резултата/мишљења само једног корисника.

## Санација неприступачних сајтова
Када се деси да је ревизија приступачности спроведена, а ипак долази до грешака при приступању, морају се предузети мере како би се осигурало да је сајт компатибилан са грешкама приступачности. Традиционалан начин да се исправе грешке код неприступачног сајта је да се у изворном коду репрограмира грешка, а након тога, да се изврше тестови, како би се осигурало да је буг (грешка) исправљена. Уколико није предвиђено да се сајт провери у блиској будућности, та грешка (као и све остале могуће грешке) би се задржала на сајту дужи период времена и евентуално би могла да прекрши смернице приступачности. Пошто је ово веома компликован процес, многи власници сајтова бирају да укључе приступачност или ре-лунцх(поновно покретање) у дизајн новог сајта, јер је то много ефикаснији начин да се развије сајт усклађен са смерницама приступачности, него да се накнадно тразе грешке.

## Приступачне веб апликације и WAI-ARIA
Да би wеб страница била приступачна, сва важна семантика функционалности странице мора бити доступна како би помоћна технологија била у стању да разуме, обради и прилагоди садржај за корисника. Међутим, како садржаји постају све комплекснији и комплекснији, стандардни HTML тагови и атрибути постају недовољни у пружању семантичке поузданости. Модерне wеб апликације често примењују скрипте на елементима како би контролисале њихову функционалност и омогућили им да се понашају као управљач или неки други динамички компонент. Ове јединствене компоненте - виџети не пружају начин да се кориснику преносе семантичке информација. WAI-ARIA (Accessible Rich Internet Applications) је спецификација објављена од стране World Wide Web (WWW) конзорцијума која прецизира како да се повећа приступачност динамичког садржаја и компонената корисничког интерфејса развијеног помоћу Ајаx-а HTML-а ЈаvаScript-а и сличних технологија. АRIA пружа приступачност тако што омогућава аутору да обезбеди сву семантику како би у потпуности описао шта све подржава. Такође, омогућује сваком елементу да изложи своје тренутно стање, својства и однос између осталих елемената. Такође исправља проблеме приступачности код фокуса и таб индеxа.

## Више на ову тему
- Bangeman, Eric (10. 9. 2006). „Judge: ADA lawsuit against Target can proceed”. Ars Technica. Приступљено 26. 9. 2006.
- Clark, Joe (2003). Building Accessible Websites. New Riders Press. ISBN 978-0-7357-1150-1.
- Horton, Sarah; Whitney Quesenbery (2013). A Web for Everyone: Designing Accessible User Experiences. Brooklyn, New York: Rosenfeld. ISBN 978-1-933820-97-2.
- Paciello, Michael (2000). Web Accessibility for People with Disabilities. CMP Books. ISBN 978-1-929629-08-4. Архивирано из оригинала 26. 12. 2012. г. Приступљено 05. 06. 2015.
- Revilla, Olga (2010). WCAG 2.0 made easy. Itákora Press. ISBN 978-84-614-6177-6. Архивирано из оригинала 14. 05. 2015. г. Приступљено 05. 06. 2015.
- Slatin, John; Sharron Rush (2002). Maximum Accessibility: Making Your Web Site More Usable for Everyone. Addison-Wesley Professional. ISBN 978-0-201-77422-1.
- Thatcher, Jim; Cynthia Waddell; Shawn Henry; Sarah Swierenga; Mark Urban; Michael Burks; Paul Bohman (2003). Constructing Accessible Web Sites (Reprint изд.). Apress (Previously by Glasshaus). ISBN 978-1-59059-148-2.

### Стандарди и водичи
- W3C – Web Accessibility Initiative (WAI)
- Equality and Human Rights Commission: PAS 78: a guide to good practice in commissioning accessible websites (which BS 8878 supersedes) Архивирано на веб-сајту  (3. јул 2015)
- European Union – Unified Web Evaluation Methodology 1.2 Архивирано на веб-сајту  (27. фебруар 2015)
- Website reviewing the WCAG 2.0 Архивирано на веб-сајту  (6. јун 2015)
- HTML Heading Semantics-Learn how HTML semantics are important to web accessibility.

- Article with comments about Web Guidelines and WCAG 2.0 Архивирано на веб-сајту  (23. октобар 2015)
- Open source javascript based rules, examples and test suites for implementing WCAG 2.0
- University of Illinois iCITA HTML Accessibility Best Practices Архивирано на веб-сајту  (8. фебруар 2020)
- Guidelines for Complying with Section 508 of the Rehabilitation Act Архивирано на веб-сајту  (9. новембар 2013) and Section 508 Homepage Архивирано на веб-сајту  (9. новембар 2013)
- Microsoft accessibility portal
- E accessibility Архивирано на веб-сајту  (10. мај 2015)

### Регулације владе
- Searchable index of government web guidelines
- Canada - Standard on Web Accessibility
- Ireland – Disability Act 2005 Архивирано на веб-сајту  (24. новембар 2012)
- Malta – The Foundation for Information Technology Accessibility Архивирано на веб-сајту  (6. јун 2015)
- UK – Equality Act 2010
- USA – Americans with Disabilities Act of 1990 (ADA) does not require websites to be accessible. However, since June 2010 the U.S. Department of Justice is considering to amend the ADA Архивирано на веб-сајту  (26. мај 2015) on this particular point.

- USA – Section 508 of the Rehabilitation Act - requires U.S. government web sites to be accessible